# Kanton Creil-Nogent-sur-Oise
Creil-Nogent-sur-Oise is een voormalig kanton van het Franse departement Oise. Het kanton maakte deel uit van het arrondissement Senlis. Het werd opgeheven bij decreet van 20 februari 2014 met uitwerking in maart 2015.

## Gemeenten
Het kanton Creil-Nogent-sur-Oise omvatte de volgende gemeenten:
- Creil (deels)
- Nogent-sur-Oise (hoofdplaats)
- Villers-Saint-Paul